# You Don't Pull No Punches, But You Don't Push the River
"You Don't Pull No Punches, But You Don't Push The River" es una canción del músico norirlandés Van Morrison publicada en el álbum de 1974 Veedon Fleece.
"You Don't Pull No Punches, But You Don't Push The River" es considerada generalmente como una de las composiciones de Morrison más complejas. El biógrafo Johnny Rogan respalda esta afirmación diciendo: "Es la composición más compleja de Morrison hasta la fecha, un pico experimental que dio incluso un paso más allá en su trabajo más ambicioso". El propio músico reveló años después que la canción incluía bastantes lecturas de su terapia Gestalt. Comienza como una canción de amor que celebra la infancia de una niña (obviamente, supone un tributo a su compañera Carol Guida) y sigue con un viaje a lo largo de la costa oeste de Irlanda hasta entrar en una búsqueda mitológica de un objeto que él llama "Veedon Fleece".
Musicalmente, combina una sección de vientos y de cuerdas, ambas interpretadas con acordes bloqueados. La transición entre las fases real y mitológica es transmitida en un pasaje dramático con el uso de flauta y sección de cuerdas. La versión original duraba doce minutos, posteriormente recortados a nueve por sugerencia del pianista Jeff Labes.

## Personal
- Van Morrison: guitarra y voz
- Theresa Adams: chelo
- David Hayes: bajo
- James Rothermel: flauta
- Nathan Rubin: violín
- Jack Schroer: saxofón soprano
- Dahaud Shaar: batería
- James Trumbo: piano
- Ralph Wash: guitarra